# Regionaler Naturpark Perche

Logo des Naturparks

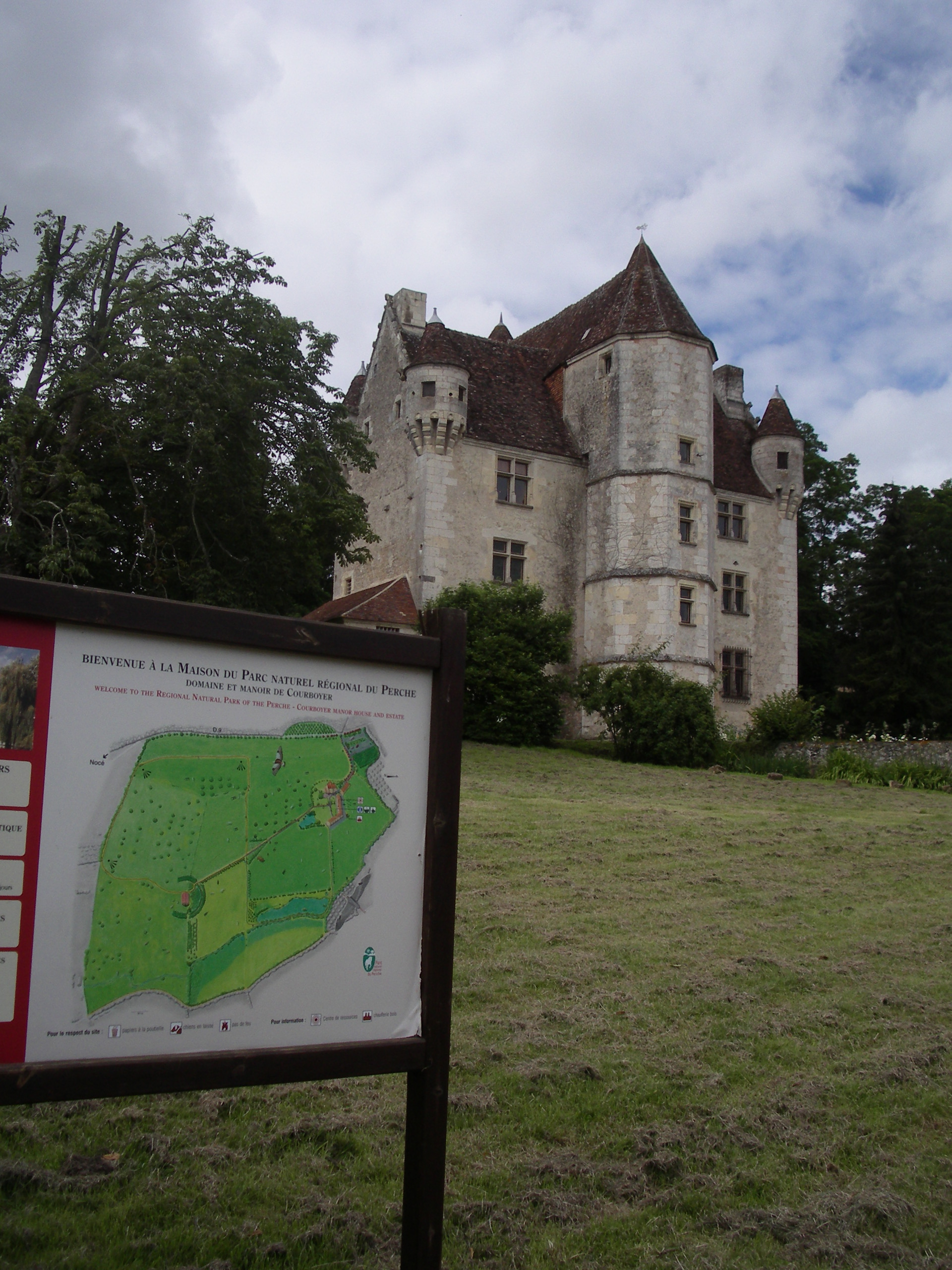
Parkverwaltung in Nocé

Der Regionale Naturpark Perche (französisch Parc naturel régional du Perche) liegt in den französischen Départements Orne (Region Normandie) und Eure-et-Loir (Region Centre-Val de Loire).
Der im Jahr 1998 gegründete Naturpark umfasst eine Fläche von 182.000 Hektar. 118 Gemeinden mit rund 77.000 Einwohnern bilden den Park.
Die Parkverwaltung befindet sich im Manoir de Courboyer im Dorf Nocé, einem Ortsteil der neuen Gemeinde Perche en Nocé (48° 23′ 49″ N, 0° 40′ 15″ O).
Der Park liegt in der waldreichen Landschaft Le Perche, die in der französischen Geschichte als eigene Grafschaft Bedeutung errang. Sie ist den Naturliebhabern vor allem für ihre durch Hecken (bocages) umgebenen Weideflächen bekannt, auf denen früher eine spezielle Pferderasse des Gebietes, der Percheron, in großer Zahl gezüchtet wurde. Die Landschaft ist sehr naturnah geblieben; die vielfältig gegliederten Wald- und Weideflächen sowie diverse Feuchtgebiete bilden die Lebensgrundlage für eine Vielzahl von seltenen Tier- und Pflanzenarten.